# 霍斯罗夫·阿鲁秋尼扬
霍斯罗夫·阿鲁秋尼扬（1948年5月30日—）1992年至1993年担任亚美尼亚总理。
1992年7月30日 亚美尼亚总统列翁·特尔-彼得罗相签发命令，任命议会地方自治委员会主席霍斯罗夫·阿鲁秋尼扬为新总理。1993年2月2日去职。
1998年年初，亚美尼亚发生政治危机，总统特尔-彼得罗相和国民会议主席巴布肯·阿拉尔克强相继辞职，霍斯洛夫·阿鲁秋尼扬当选为亚国民会议主席。1999年5月30日第二届国民议会选举后去职。